# Ecuaciones diferenciales con retardo
En matemáticas, las ecuaciones diferenciales de retardo (EDR) son un tipo de ecuación diferencial funcional en la cual la derivada de la función desconocida en un momento determinado se da en términos de los valores de la función en momentos anteriores. Los EDR también se denominan sistemas de retardo de tiempo, ecuación diferencial retardada en el tiempo o ecuaciones de diferencia diferencial. Pertenecen a la clase de ecuaciones diferenciales funcionales, es decir, ecuaciones en derivadas parciales (EDP), que son de dimensión infinita, en oposición a las ecuaciones diferenciales ordinarias (EDO), que tienen un vector de estado de dimensión finita.
Cuatro aspectos pueden dar una posible explicación de la popularidad de las EDR:
1. Es bien sabido que, junto con las crecientes expectativas de los rendimientos dinámicos, los ingenieros necesitan que sus modelos se comporten más como el proceso real. Muchos procesos incluyen fenómenos retardadis en su dinámica interna. Además, los sensores, las redes de comunicación, que ahora están involucrados en los bucles de control de retroalimentación, introducen tales retrasos. Además de los retrasos reales, los intervalos de tiempo se utilizan con frecuencia para simplificar modelos de orden elevado.
2. Los sistemas de retardo siguen siendo resistentes a muchos controladores clásicos: uno podría pensar que el enfoque más simple consistiría en reemplazarlos por algunas aproximaciones de dimensión finita. Desafortunadamente, ignorar los efectos que están adecuadamente representados por los EDR no es una alternativa general: en la mejor situación (retardo con valor constantes), conduce al mismo grado de complejidad en el diseño de control. En el peor de los casos (retrasos que varían con el tiempo, por ejemplo), es potencialmente desastroso en términos de estabilidad y oscilaciones.
3. Las propiedades de retraso también son sorprendentes, ya que varios estudios han demostrado que la introducción voluntaria de retrasos también puede beneficiar al control.
4. A pesar de su complejidad, los EDR a menudo aparecen como simples modelos de dimensión infinita en el área muy compleja de las ecuaciones diferenciales parciales (EDP).

Luego, el interés por los DDE continúa creciendo en todas las áreas científicas y, especialmente, en la ingeniería de control.

## Tipos de EDR
La variedad de EDR que existen es amplia. En estas líneas enunciaremos las más simples. Para generalizar la notación, al término retardado lo representaremos por {\displaystyle x_{t}}y nos referiremos a las EDR de primer orden, aunque los conceptos que siguen se pueden extender al caso de orden {\displaystyle n,\quad n\in \mathbb {N} }:
{\displaystyle x^{(n)}=f(t,x,x_{t},x',x'_{t},...,x^{(n-1)},x_{t}^{(n-1)})}, donde {\displaystyle x^{(k)}:={d^{n}x \over dt^{n}}}.
Se define una Ecuación Diferencial con Retardo fijo de primer orden para {\displaystyle x:\mathbb {R} \to \mathbb {R} ^{n}}, a aquellas de la forma:{\displaystyle x'(t)=f(t,x(t),x_{t})=f(t,x(t),x(t-\tau )),} donde {\displaystyle f:\mathbb {R} \times \mathbb {R} ^{2n}\to \mathbb {R} } y {\displaystyle \tau \geq 0} es un retardo. Obsérvese que cuando {\displaystyle \tau =0} se tiene una Ecuación Diferencial Ordinaria.
También se pueden definir ecuaciones diferenciales con retardo variables. Por ejemplo, en el caso de una EDR de primer orden de este tipo, se verifica:
{\displaystyle x'(t)=f(t,x(t),x(t-\tau (t)))}, en este caso el retardo es una función del tiempo {\displaystyle \tau :\mathbb {R} \to \mathbb {R} _{\geq 0}}.
Existen ecuaciones diferenciales con múltiples retardo discretos:
{\displaystyle x'(t)=f(t,x(t),x_{t})=f(t,x(t),x(t-\tau _{1}),x(t-\tau _{2}),...,x(t-\tau _{n}))}donde {\displaystyle f:\mathbb {R} ^{n+2}\to \mathbb {R} } y los retardos {\displaystyle \tau _{j}} son constantes no negativas para todo {\displaystyle 1\leq j\leq n}.
Las ecuaciones diferenciales con retardo distribuido se definen como:
{\displaystyle x'(t)=f(t,x(t),x_{t})=f\left(t,x(t),\int _{0}^{\tau }w(s)x(t-s)ds\right)}
En este último caso la función integrable {\displaystyle w:\mathbb {R} \to \mathbb {R} } es un peso, o función de densidad. 
Pueden plantearse combinaciones más complejas de los casos anteriores. Todas las definiciones para ecuaciones diferenciales mencionadas se pueden extender al caso vectorial, sistemas de la forma {\displaystyle X'(t)=F(t,X(t),X_{t})} donde {\displaystyle X:\mathbb {R} \to \mathbb {R} ^{n}}es una función a valores vectoriales derivable desconocida y {\displaystyle F:\mathbb {R} \times \mathbb {R} ^{2n}\to \mathbb {R} ^{n}}es un campo escalar.
Como ocurre con las EDO, las EDR también se clasifican en autónomas (cuando no depende de {\displaystyle t}), es decir {\displaystyle f(t,x(t),x_{t})=f(x(t),x_{t})} en el caso escalar o {\displaystyle F(t,X(t),X_{t})=F(X(t),X_{t})}en el caso vectorial y no autónomas cuando existe dependencia del tiempo {\displaystyle t}.

## Algunos ejemplos de EDR
Ecuación Logística con retardo: Supongamos que a tiempo {\displaystyle t} hay una cantidad {\displaystyle N(t)}de individuos de cierta especie, cuyo número crece a una tasa {\displaystyle r>0} y que existe una capacidad de carga {\displaystyle K>0} que representa la máxima población que puede existir de esta especie por limitaciones del entorno. En este caso, el crecimiento de esta población se puede representar de manera simplificada:
{\displaystyle N'(t)=rN(t)\left(1-{N(t-\tau ) \over K}\right)}
La existencia del retardo {\displaystyle \tau >0} en este caso se explica como el tiempo que tardan los individuos en madurar y volverse aptos para reproducirse.
Ecuación de Nicholson con retardo: Alexander J. Nicholson fue un reconocido entomólogo, jefe de la División de Entomología del Australian Commonwealth Scientific and Industrial Research Organisation (CSIRO), que durante la década de 1950 estudió en profundidad la peste que afectaba al ganado lanar, un pilar de la economía australiana. Sus estudios se centraron en observar el comportamiento de la población de moscas de la familia Lucilia Cuprina. Sus investigaciones fueron un gran aporte al modelado no lineal aplicado a la biología matemática. La ecuación está dada por
{\displaystyle N'(t)=-\delta N(t)+rN(t-\tau )e^{KN(t-\tau )}}Nuevamente, {\displaystyle N(t)}es la masa de individuos a tiempo {\displaystyle t}, {\displaystyle r>0}su tasa de crecimiento y {\displaystyle K>0} la capacidad de carga. El parámetro {\displaystyle \delta >0}representa la tasa de mortalidad de los individuos y {\displaystyle \tau >0}es la edad en que una mosca adulta abandona la crisálida o el estado de pupa.

## Otras lecturas
1. Amster, Pablo. Ecuaciones diferenciales con retardo. Cursos y seminarios de matemática Serie B. 2017. Disponible en http://cms.dm.uba.ar/depto/public/serie%20B/serieB11.pdf
2. Erneux, Thomas. Applied delay differential equations. Vol 3. Springer, 2009.
3. Gopalsamy, K. Stability and oscillations in delay differential equations of population dynamics. Mathematics and its applications. Kluwer Academic Publishers 1992.
4. Murray J. D. Mathematical Biology: I. An Introduction, Third Edition. Springer. (2001).